# Válchitran
Válchitran (búlgaro: Въ̀лчитрън) es un pueblo de Bulgaria perteneciente al municipio de Pórdim de la provincia de Pleven.
Se ubica en el límite con la provincia de Lovech, unos 5 km al sur de la capital municipal Pórdim sobre la carretera 3402.
En 1924 se descubrió en una viña junto a esta localidad el tesoro de Válchitran, un conjunto de trece receptáculos de oro de origen tracio, datados en torno al año 1300 a. C., que constituyen uno de los objetos más destacados del Museo Arqueológico Nacional.

## Demografía
En 2011 tenía 1057 habitantes, de los cuales el 92,52% eran étnicamente búlgaros y el 1,89% turcos.
En anteriores censos su población ha sido la siguiente:
| Gráfica de evolución demográfica de Válchitran entre 1934 y 2011 |
|                                                                  |